# Polyura jalysus
Espèce
Polyura jalysus est une espèce de lépidoptères (papillons) de la famille des Nymphalidae et de la sous-famille des Charaxinae. 

## Dénomination
Polyura jalysus a été décrit par Cajetan Freiherr von Felder et Rudolf Felder en 1867, sous le nom initial de Charaxes jalysus.
Synonyme : Eulepis jalysus ; Rothschild & Jordan, 1898.

### Nom vernaculaire
Polyura jalysus se nomme Emerald Nawab en anglais.

### Sous-espèces
- Polyura jalysus jalysus ; présent en Thaïlande, au Vietnam et à Sumatra.
- Polyura jalysus ephebus (Fruhstorfer, 1914) ; présent en Birmanie.
- Polyura jalysus triphonius (Fruhstorfer, 1914) ; présent à Bornéo[1].

## Description
Polyura jalysus est un papillon, aux ailes antérieures à bord externe concave et aux ailes postérieures avec deux queues. Le corps est marron.
Le dessus est blanc crème avec aux ailes antérieures une bande marron le long du bord costal et du bord externe et aux ailes postérieures une marge marron avec une ligne submarginale de petites marques blanches.
Le revers est blanc verdi avec la même ornementation.

## Écologie et distribution
Polyura jalysus est présent en Birmanie, au Laos, en Thaïlande, au Vietnam, en Malaisie, à Bornéo et à Sumatra,.

### Biotope
Polyura jalysus réside en forêt.

### Protection
Pas de statut de protection particulier.